# Rani ki vav
Il Rani ki vav è un famoso pozzo a gradini situato nella città di Patan, nello Stato del Gujarat in India.

## Storia
Patan era chiamata Anhilpur Patan durante il regno di Siddharja Jaysingh ed era la capitale del Gujarat. La città fu fondata da Vanraja Chavda. Durante il periodo dei Solanki o Chalukya, fu costruito il pozzo a gradini chiamato Rani ki vav o Ran-ki vav (Pozzo a gradini della Regina). È un monumento ricco di splendide sculture. Si ritiene generalmente che fu costruito in memoria di Bhimdev I (1022-1063 d.C.), figlio di Mularaja, il fondatore della dinastia Solanki di Anahilwada Pattan nel 1050 d.C. circa dalla sua regina vedova Udayamati. Fu completato probabilmente da Udayamati e, dopo la morte di quest'ultima, da suo figlio Karandev I. Un riferimento a Udayamati che costruisce il monumento è contenuto nell'opera storica Prabandha Chintamani composta da Merunga Suri nel 1304 d.C.
Questo magnifico pozzo a gradini rivolto verso est misura approssimativamente 64 m di lunghezza, 20 m di larghezza e 27 m di profondità. Una caratteristica unica è il corridoio a gradini suddiviso a intervalli regolari con padiglioni multipiano a pilastri. Era una delle più grandi e sontuose strutture del suo genere. Fu ricoperto dalla sabbia e gran parte di esso ora non è visibile, eccetto per alcuni pannelli scolpiti nella parte circolare del pozzo. Tra le sue rovine resiste ancora un pilastro che è la prova non solo dell'eleganza del progetto, ma anche un eccellente esempio di questo periodo.
Soltanto una parte del pozzo occidentale è ancora esistente, dalla quale appare che il muro era stato costruito con mattoni e ricoperto con pietra. Da questo muro sporgono mensole verticali a coppie, che sostenevano le diverse gallerie del condotto del pozzo vero e proprio. Queste mensole sono disposte in file e sono riccamente scolpite. Le minute e squisite sculture di questo vav è uno dei più raffinati esempi del suo genere. Come si addice al suo nome, il Rani-Ki-Vav è ora considerato la regina tra i pozzi a gradini dell'India.
C'è anche una piccola porta sotto l'ultimo gradino del pozzo, dalla quale parte una galleria di 30 chilometri (ora bloccata da pietre e fango) che conduce alla città di Sidhpur, vicino a Patan. Era usata come via di fuga per il re che costruì il pozzo in tempo di guerra. Il Rani-ki-Vav di Patan fa parte della lista provvisoria dei siti Patrimonio dell'umanità dell'UNESCO (sin dal 1998).

## I muri laterali decorati

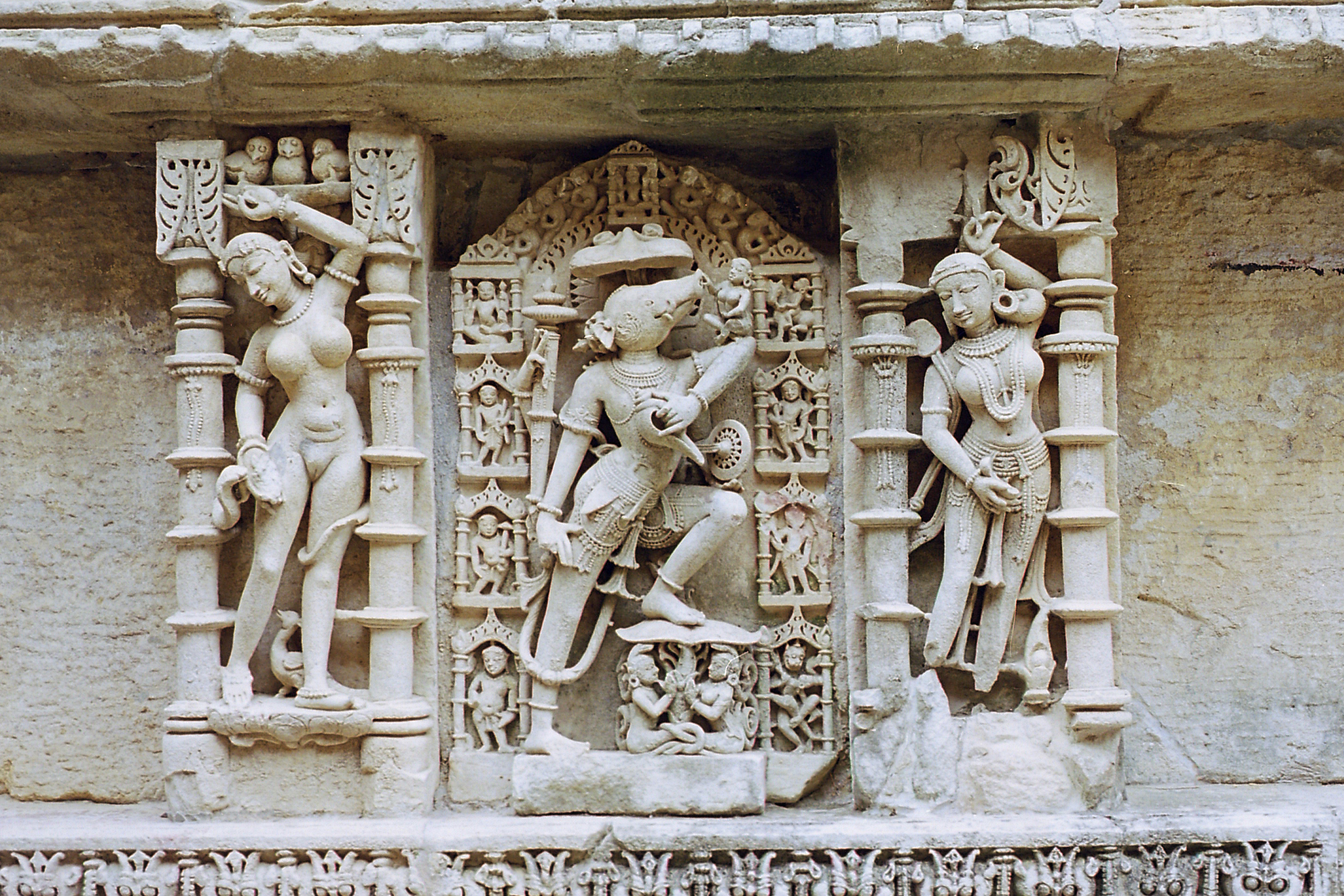
Scultura di Vishnu dentro il Rani ki Vav

La maggior parte delle sculture del pozzo sono di devozione a Visnù, nelle forme dei Dus-Avatar Kalki, Rāma, Mahisasurmardini, Narsinh, Vaman, Varahi e altri che rappresentano il ritorno del dio nel mondo. Altre sculture presenti raffigurano Nagkanya, belle donne Yogini  - Apsara che sfoggiano 16 stili diversi di trucco (chiamato Solah-shringar) per sembrare più attraenti.
Circa 50–60 anni fa c'erano piante ayurvediche intorno a queste aree che, secondo alcune tradizioni, donavano proprietà curative all'acqua del Rani ki vav.

## Visite escursionistiche
Su prenotazione si possono organizzare visite escursionistiche al Rani ki vav